# Nanorana feae
Espèce
Synonymes
- Rana feae Boulenger, 1887
- Paa feae (Boulenger, 1887)

Statut de conservation UICN

 DD  : Données insuffisantes
Nanorana feae est une espèce d'amphibiens de la famille des Dicroglossidae.

## Répartition
Cette espèce se rencontre :
- en Chine dans l'ouest du Yunnan ;
- en Birmanie dans l'État Kachin.

## Taxinomie
Cette espèce a été considérée par Bourret en 1942 comme synonyme de Nanorana yunnanensis. Par ailleurs, sa taxonomie n'est pas claire.

## Étymologie
Cette espèce a été nommée en l'honneur de Leonardo Fea (1852-1903) qui a obtenu les premiers spécimens.

## Publication originale
- Boulenger, 1887 : An account of the batrachians obtained in Burma by M.L. Fea of the Genoa Civic Museum. Annali del Museo Civico di Storia Naturale di Genova, sér. 2, vol. 5, p. 418-424 (texte intégral).